# August zu Solms-Wildenfels
Karl August Adalbert Graf zu Solms-Wildenfels (7 tháng 9 năm 1823 tại Potsdam – 28 tháng 2 năm 1918 tại Berlin-Halensee) là một tướng lĩnh, đã từng tham gia cuộc Chiến tranh Bảy tuần với Áo năm 1866 và cuộc Chiến tranh Pháp-Đức (1870 – 1871).

## Tiểu sử
Ông sinh vào tháng 9 năm 1823 ở Potsdam, là con trai của Otto Graf zu Solms-Wildenfels (1794 – 1834), thành viên một gia đình quý tộc Đế chế cũ, đã bị mất đặc quyền vào năm 1806 trong quá trình tước đoạt đặc quyền phong kiến của một quốc gia thế tục hoặc tôn giáo, hoặc một thành phố tự do và sáp nhập vào một quốc gia khác trong Đế quốc La Mã Thần thánh. Thân mẫu của ông là Pauline Adele Sophie Freiin von Sirtema van Grovestins (1802 – 1848), xuất thân trong gia tộc cổ mang dòng máu Hà Lan và Friesland. Năm 11 tuổi (1834), Graf Solms-Wildenfels nhập học trường thiếu sinh quân Phổ ở Potsdam rồi 13 năm sau (1847), ông theo học Viện Thiếu sinh quân (Hauptkadettenanstalt) tại Berlin. Vào năm 1840, ông khởi đầu sự nghiệp quân sự của mình với cấp hàm Thiếu úy trong Trung đoàn Thiết kỵ binh Cận vệ tại Potsdam. Lợi thế của những người có nguốn gốc là con nhà quý tộc Kháng Cách Đức không nhập ngũ dưới hình thức cưỡng bách tòng quân như ông nằm ở chỗ là chỉ phục vụ một trung đoàn kỵ binh đóng tại một trong các đế đô của Phổ, qua đó dễ tiếp cận với Quốc vương. Sai khi được thăng quân hàm Trung úy vào năm 1843, Solms-Wildenfels tham gia giao chiến trên đường phố Berlin vào ngày 18 tháng 3 năm 1848 trong cuộc trấn áp Cách mạng Đức. Trong cuộc Chiến tranh Bảy tuần với Áo, ông tham gia chiến dịch Böhmen với cấp bậc Thiếu tá và Đội trưởng kỵ binh (Eskadronchef), chiến đấu trong các trận đánh ở Skalitz vào ngày 28 tháng 6, Schweinschädel vào ngày 29 tháng 6 và Königgrätz-Sadowa vào ngày 3 tháng 7. Sau khi chiến tranh chấm dứt, ông được giao quyền chỉ huy Trung đoàn Thương kỵ binh số 11 vào tháng 10 năm 1866, rồi được thăng cấp hàm Thượng tá vào tháng 12 năm đó. Trong cuộc Chiến tranh Pháp-Đức (1870 – 1871), ông thống lĩnh trung đoàn của mình tham chiến trong các cuộc vây hãm pháo đài Metz, Toul và Paris, cũng như trong các trận đánh ở Beaugency-Cravant vào tháng 10 năm 1870 và Le Mans vào đầu tháng 1 năm 1871, và được tặng thưởng Huân chương Thập tự Sắt vì những đóng góp nói trên của ông. Vào tháng 6 năm 1873, ông được lãnh chức Chỉ huy trưởng Lữ đoàn Kỵ binh số 29 và lên quân hàm Thiếu tướng. Được trao tặng Huân chương Đại bàng Đỏ hạng II đính kèm Bó sồi và Huân chương Vương miện hạng I, ông kết thúc con đường binh nghiệp của mình với cấp hàm Trung tướng vào tháng 9 năm 1881. Tháng 2 năm 1918, ông từ trần ở Berlin-Halensee.

## Gia quyến
Vào ngày 12 tháng 6 năm 1862, tại Baruth/Mark, Solms-Wildenfeld đã kết hôn lần thứ nhất với Gräfin Elisabeth zu Solms-Baruth (1836 – 1868) và sau khi bà này qua đời, ông tái giá với Gräfin Fanny von Schimmelmann (1846 – 1918) vào ngày 28 tháng 9 năm 1875 tại Ahrensburg.
Hai cuộc hôn nhân đã mang lại cho ông bảy người con:
1. Elisabeth (1863 – 1946), kết hôn với Graf Rochus zu Lynar (1857 – 1928) vào năm 1921
2. Marie Luise Auguste (1865 – 1955), sống độc thân
3. Otto (1866 – 1946), kết hôn với Gräfinn Sophie zu Solms-Wildenfels (1877 – 1956) vào năm 1924
4. Ernst (1877 – 1945), kết hôn với Karin Baroness von Uexküll (1882 – 1959) vào năm 1904
5. Karl August (1879 – 1958), kết hôn với Maria Gans Edle Herrin zu Putlitz (1892 – 1955) vào năm 1915
6. Anna Adelaide Sophie Christine (1880 – 1956), sống độc thân
7. Emich (1883 – 1961), kết hôn với Erika von Böhn (1892 – 1976) vào năm 1910